# Підступи Середній (водоспад)
Підсту́пи Сере́дній — абсолютно дикий та невідомий широкому загалу природний об'єкт в Українських Карпатах (масив Сколівські Бескиди). Розташований на потоці Брищиця, ліва притока Кам'янки (басейн р. Опір), в селі Кам'янка Стрийського району Львівської області на відстані приблизно 8.5 км від автошляху М 06 (Київ — Чоп).
Водоспад однокаскадний, висота перепаду води — бл. 5 м. Утворився в місці, де потік перетинає горизонтальні пласти флішу. Попри те, що до нього веде польова дорога, водоспад необлаштований і схили його дуже стрімкі, що сильно перешкоджає спуску; маловідомий.
Особливо мальовничий після рясних дощів або під час танення снігу.
Вище по течії, 25-30 м, розташований водоспад Підступи Верхній (4 м). Поруч з ним — водоспад Дзюрчик (3.5 м).

## Світлини та відео

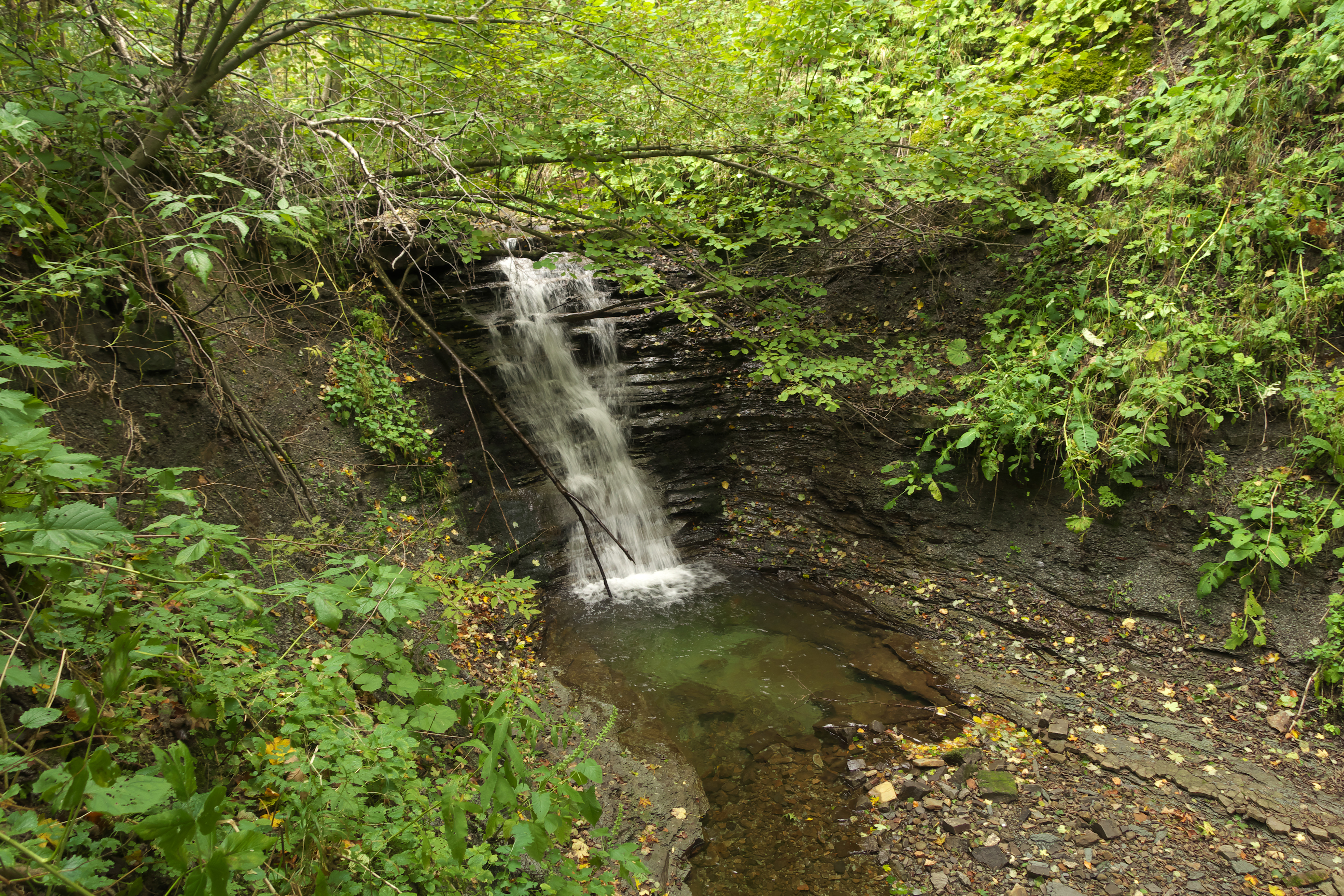
Водоспад влітку
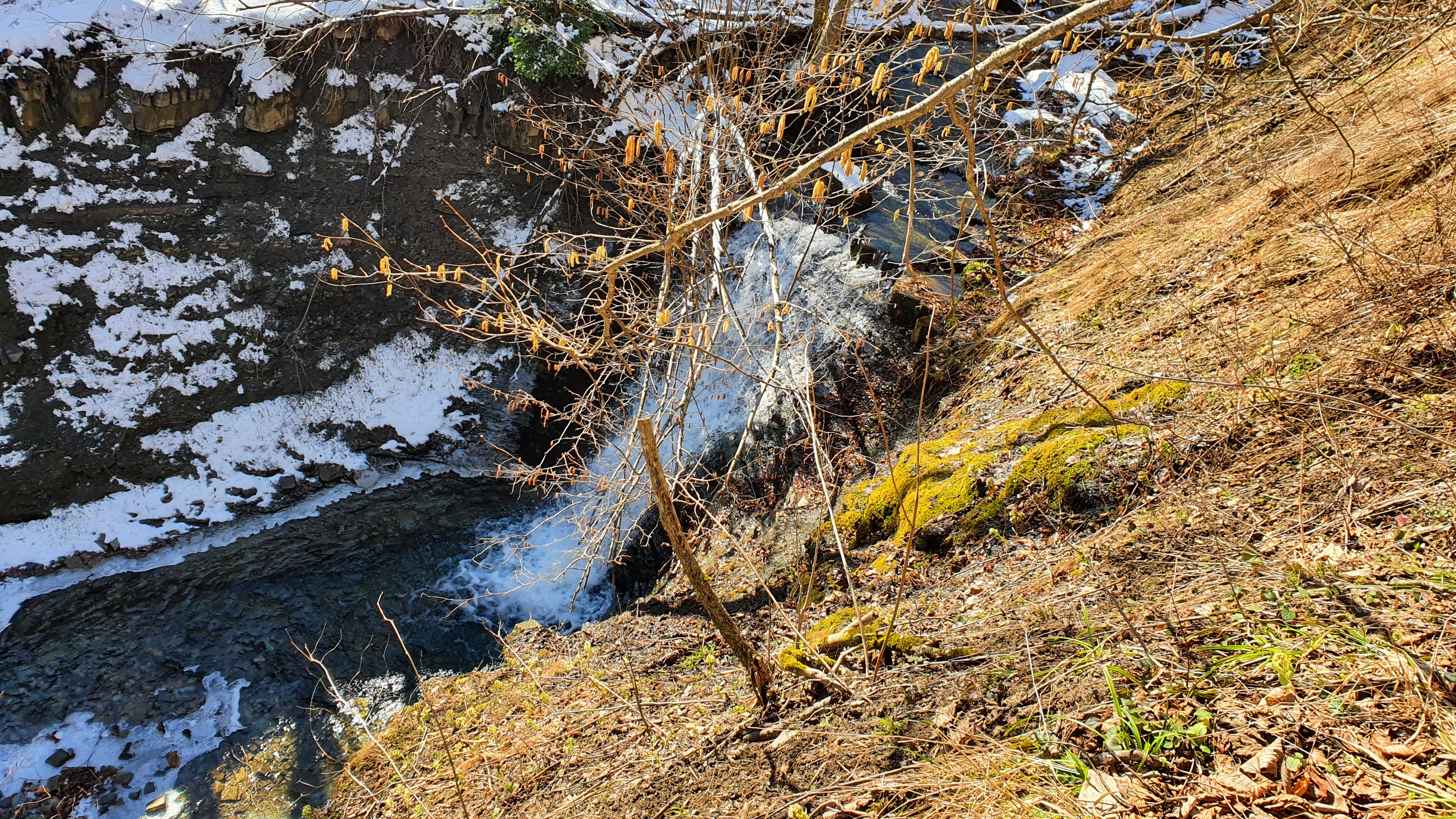
Водоспад навесні
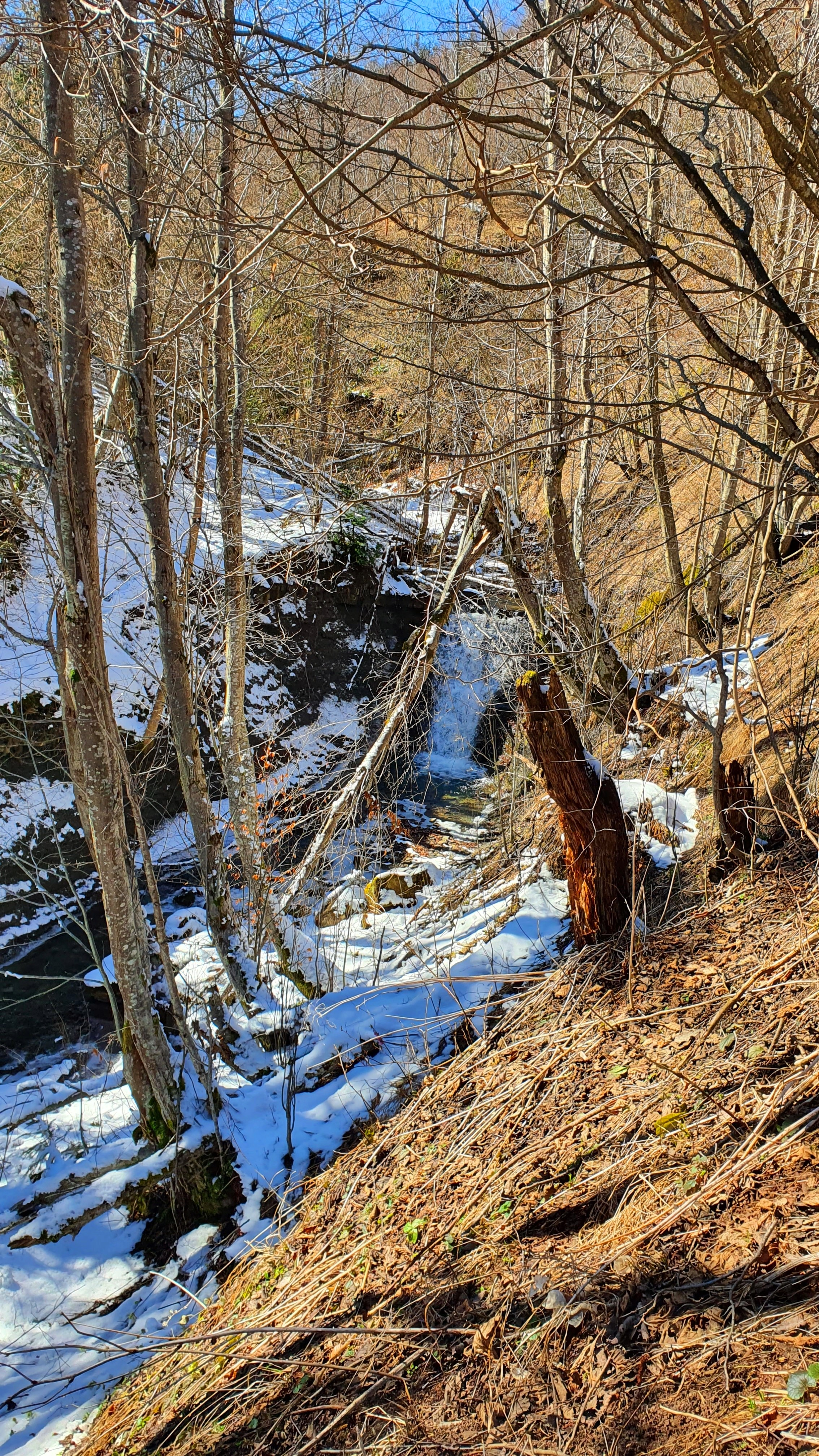
Водоспад здалеку
- Відео водоспаду